# 黃肋鸚嘴魚
黃肋鸚嘴魚，又名黃肋鸚哥魚，俗名鸚哥，為輻鰭魚綱鱸形目隆頭魚亞目鸚哥魚科的其中一種。

## 分布
本魚分布於西太平洋區，包括台灣、琉球群島、菲律賓、印尼、帛琉、馬紹爾群島等海域。

## 深度
水深3至30公尺。

## 特徵
本魚體延長而略側扁。初期頭部輪廓呈平滑的弧型，隨著成長其吻部增長，使吻之背側呈平直狀。開始型雌魚，全身為均一致之鮮紅色，腹部之色調則較深。終端型雄魚的特徵是頰部具有一不規則的藍色大斑。齒板之外表面平滑，上齒板幾被上唇所覆蓋；齒板無犬齒；每一上咽骨具1列臼齒狀之咽頭齒。具新月狀的尾鰭。背鰭硬棘9枚、背鰭軟條10枚、臀鰭硬棘3枚、臀鰭軟條9枚。體長可達45公分。

## 生態
本魚喜獨游於礁湖及珊瑚礁外之海域，通常在沿海峭壁見到。

## 經濟利用
食用魚類，可作魚鬆，亦可切塊作成味增湯。